# Lola (песня Игги Азалии)
«Lola» (с англ. — «Ло́ла») — песня австралийской хип-хоп исполнительницы Игги Азалии, записанная при участии британской певицы Элис Чейтер и выпущенная 8 ноября 2019 года в качестве лид-сингла из её третьего мини-альбома Wicked Lips.
В треке используется сэмпл из знаменитой песни «Mambo Italiano» (1954).

## Предыстория и релиз
После выпуска своего второго студийного альбома In My Defense в середине 2019 года, который так долго откладывался, Азалия объявила, что не поедет в тур по его продвижению и вместо этого будет работать над записью новой музыки. После намека на сотрудничество с Брук Кэнди и Паблло Виттар, Азалия опубликовала в Твиттере фотографию, на которой она и британская певица и танцовщица Элис Чейтер работают в студии над новой песней. Игги раскрыла название песни вместе с обложкой в конце октября 2019 года, за неделю до официального релиза.
Игги и Элис впервые исполнили песню вживую на церемонии вручения наград International Music Awards в Берлине, Германия, 22 ноября 2019 года.

## Восприятие
Песня получила восторженные отзывы от музыкальных критиков. Майк Нид из Idolator похвалил песню и выразил надежду на то, что песня может стать таким же огромным хитом, как сингл Азалии 2014 года «Fancy». Дэниел Мегарри из The Gay Times назвал видеоклип на песню «лучшим видео года». Позже Uproxx назвали «Lola» одной из лучших поп-песен недели.

## Чарты
| Чарт (2019)                               | Пиковая позиция |
| ----------------------------------------- | --------------- |
| Бельгия/Фландрия (Ultratop)               | 48              |
| Новая Зеландия (RMNZ Hot Singles)         | 28              |
| Шотландия (OCC Scotland)                  | 76              |
| Великобритания (OCC UK Singles Downloads) | 84              |
| США (Billboard Rap Digital Song Sales)    | 9               |